# Philostrate d'Athènes
Pour les articles homonymes, voir Philostrate.
 (mars 2022).
Philostrate (en grec ancien Φιλόστρατος / Philóstratos, en latin Lucius Flavius Philostratus), surnommé « Philostrate d'Athènes » (env. 170-240), est un orateur et biographe romain de langue grecque, actif dans la première moitié du IIIe siècle.

## Biographie
Sa vie est très mal connue. Il naquit vers 170, probablement sur l'île de Lemnos.
Il fut envoyé à Athènes pour ses études. Il devint ensuite « sophiste », c'est-à-dire, à l'époque, orateur d'agrément. Au début du IIIe siècle, il fut présenté à la cour de Septime Sévère, à Rome. Il resta attaché à la famille impériale qu'il suivit dans la guerre contre les Pictes, dans l'actuelle Écosse, puis, sous le règne de Caracalla, en Asie mineure, où il visita la ville de Tyane. C'est peut-être à cette occasion que Julia Domna, femme de Septime Sévère, lui commanda une biographie du philosophe pythagoricien Apollonios de Tyane.
Il mourut pendant le règne de l'empereur Philippe l'Arabe.
On ne confondra pas Philostrate l'Athénien avec son neveu Philostrate de Lemnos, fils de Verus, qui enseigna aussi la rhétorique à Athènes, ni avec le petit-fils de celui-ci, Philostrate le Jeune.

## Œuvres
L'œuvre intitulée Vies des sophistes (composée vers les années 230) est un ouvrage important pour la connaissance de ce que l'on nomme la Seconde sophistique, dans lequel Philostrate présente la vie de 58 sophistes ou orateurs du monde gréco-romain. L'auteur présente, en deux livres, trois catégories de personnages: « des sophistes proprement dits » et « des philosophes qui ont été considérés comme sophistes (...) parce qu'ils ont su exposer leurs théories avec aisance », cette deuxième catégorie étant elle-même divisée en représentants de la première (ou « ancienne ») et de la seconde sophistique. Son ouvrage s'organise donc en quelque sorte en trois sections : il commence par les philosophes qui se sont vus comme des sophistes, passe à l'ancienne sophistique, et s'arrête longuement sur la seconde sophistique,,, c'est-à-dire sur des rhéteurs de la fin du IIe et du début du IIIe siècle, ses contemporains donc, avec une grande place accordée dans le livre II à Hérode Atticus.
Ces 58 vies sont de longueur très variable, mais certaines sont arrangées avec beaucoup d'art. Par ailleurs, Philostrate n'a pas introduit de plan préétabli pour chaque notice (contrairement à son contemporain Diogène Laërce, auteur des Vies et doctrines des philosophes illustres), ce qui lui permet d'introduire de la variété dans son livre.
Il compose par ailleurs une Vie d'Apollonios de Tyane, en huit livres, biographie romancée du philosophe Apollonios de Tyane, 
On lui attribue aussi, mais de manière moins certaine que pour les deux premiers ouvrages,[réf. nécessaire], un traité Sur la gymnastique (Gymnastikos), étude historique sur les exercices des athlètes et un recueil de 73 lettres, les 64 premières étant des exercices d'école, les neuf dernières des billets courts mais tout aussi fictifs. La 72e est une lettre à Caracalla pour lui reprocher le meurtre de son frère Géta).

### Éditions et traductions
- Philostratorum et Callistrati opera, Eunapii vitae sophistarum iterum edidit Jo. Fr. Boissonade, Himerii Sophistae declamationes accurate excusso codice optimo et unico XXII declamationum  emendavit Fr. Dübner, (dir.) Anton Westermann, Paris, Firmin-Didot, 1850, 1vol.(VIII-507-XXVII-115 p.)   sur Gallica  — texte grec et trad. latin
- « Vie d'Apollonius de Tyane », dans Romans grecs et latins  (textes présentés, traduits et annotés par Pierre Grimal), Paris, Gallimard, coll. « Bibliothèque de la Pléiade », 1958, XXII-1529 p., p. 1025-1338
- Vies des sophistes suivies de Lettres érotiques  (préf. Pierre Sorlin, textes introduits, traduits et commentés par Gilles Bounoure et Blandine Serret), Paris, Les Belles Lettres, coll. « La Roue à Livres », 2019, XXIV, 352 (ISBN 978-2-251-44954-8, présentation en ligne)
- La Galerie des Tableaux  (trad. François Lissarrague, Introduction de Pierre Hadot), Paris, Les Belles Lettres, 2013, XXII + 151 (ISBN 978-2-251-33907-8)
- L'art de la gymnastique  (trad. Nicolas Waquet, préf. Andrea Marcolongo, traduite par Béatrice Robert-Boissier), Paris, Payot & Rivages, coll. « Rivages Poche », 78 p. (ISBN 978-2-7436-6560-9)[5].
- (de) Philostrate d'Athènes (trad. Julius Jüthner), Über Gymnastik, Leipzig, B. G. Teubner, 1909 (lire en ligne).
- (en) Lives of the Sophists. Eunapius: Lives of the Philosophers and Sophists  (trad. Wilmer C. Wright), Cambridge (MA), Harvard University Press, coll. « Loeb Classical Library », 1921, 640 p. (ISBN 978-0-674-99149-1), p. 2-315

### Études
- (en) Graham Anderson, Philostratus: Biography and Belles Lettres in the Third Century AD, Croom Helm, Londres, 1986.
- Alain Billault, L'Univers de Philostrate, Bruxelles, Latomus, 2000.
- Monique Crampon, « Le bon roi selon Philostrate », Pouvoir, divination et prédestination dans le monde antique, Besançon, Institut des Sciences et Techniques de l'Antiquité, vol. Collection « ISTA », no 717,‎ 1999, p. 109-131 (lire en ligne)
- (en) Christopher P. Jones, « Philostratus, Apollonius of Tyana », dans Loeb Classical Library (vol. 16 et 17), Cambridge (Massachusetts)-Londres, 2005.
- (de) Julius Jüthner, Der "Gymnastikos" des Philostratos : eine textgeschichtliche und textkritische Untersuchung, Vienne, C. Gerold, 1902
- Patrick Robiano, « Le théâtre dans la Vie d'Apollonios de Tyane de Philostrate », Pallas, no 97,‎ 2015, p. 193–209 (lire en ligne)
- Suzanne Saïd, Monique Trédé et Alain Le Boulluec, Histoire de la littérature grecque, Paris, Presses universitaires de France, coll. « Premier Cycle », 1997 (ISBN 2130482333 et 978-2130482338), pp. 483-485 et 522-525 (4e édition « Quadrige manuels », 2019).
- Nouveau dictionnaire encyclopédique de Jules Trousset.